# Nicolai Larsen
Nicolai Oppen Larsen (født 9. marts 1991) er en dansk fodboldspiller, der spiller for Silkeborg IF som målmand.
Larsen startede sin karriere i Herlev IF, inden han skiftede til Lyngby Boldklub. Her spillede han resten af sin ungdomskarriere. Ved overgangen til seniorspiller blev han solgt til AaB, hvor han blev fast spiller og blandt andet var med til at vinde Superligaen og DBU Pokalen i 2013-14-sæsonen. I sommeren 2017 skiftede han til FC Nordsjælland.

## Karriere

### Lyngby Boldklub
Nicolai Larsen spillede i Lyngby Boldklub fra 2005. Han nåede aldrig at få en kamp på A-holdet i Lyngby Boldklub, men han spillede flere ungdomslandskampe i hans tid i Lyngby Boldklub. Under hans tid i Lyngby var han til prøvetræning i blandt andet den engelske klub Everton F.C.. Han skiftede videre fra Lyngby Boldklub i 2010.

### AaB
AaB skrev kontrakt med Nicolai Larsen op til sæsonen 2010/2011, hvor de hentede ham i Lyngby Boldklub. Nicolai Larsen skrev i den forbindelse under på en to-årig kontrakt gældende fra 1. juli 2010. Lynge Jakobsen udtalte i pressemeddelelsen fra klubben, at "Nicolai er ung, men har potentiale til at blive Superliga-målmand, og hos os vil han blandt andet igennem den daglige træning med Karim Zaza og vores målmandstræner Poul Buus få mulighed for at fortsætte sin udvikling". Ved ankomsten til AaB blev han reserve for førstevalget i målet Karim Zaza, som havde været i AaB i fire år, fra 2007 til 2011.
Nicolai Larsen fik sin debut for AaB som 20-årig, da han startede inde på udebane mod Brøndby IF den 17. juli 2011. Hans debutkamp endte 2-2, hvor han spillede alle 90 minutter. Nicolai Larsen blev betragtet i sin debutsæson som førstemålmand, efter at Karim Zaza ikke fik forlænget sin kontrakt med AaB, selvom de reddede sig på sidste spilledag i Superligaen. I forbindelse med Nicolai Larsens debut udtalte Kent Nielsen, AaBs cheftræner, at "vi [red. AaB] er derfor fulde af fortrøstning og føler os trygge ved at sætte ham ind, ligesom vi er sikre på, at han også kan tackle den modgang der før eller siden vil komme." Carsten Christensen blev hentet ind som reserve for Nicolai Larsen i sommeren 2011, i sommeren op til hans debutsæson. I hans debutsæson spillede han 32 ud af 33 kampe i Superligaen. Debutsæsonen bød også på to advarsler.
Den efterfølgende sæson forløb ligeledes som førstemålmand for AaB. Han spillede alle 33 kampe fra start, og spillede ligeledes fuld tid i alle. Det endte med, at Nicolai Larsen ved udgangen af sæsonen havde spillet 2970 minutter samlet i Superligaen 2012-13. AaB endte på en 5. plads i denne sæson. Superligaen 2013-14, hans 3. sæson som førstemålmand i Superligaen, forløb også i AaB, hvor han spillede 32 ud af 33 kampe i Superligaen, med fuld tid i alle 32 kampe. I disse 32 kampe pådrog Larsen sig desuden en enkelt advarsel i en kamp mod Randers FC den 11. november 2013, der gav tre karantænepoint. Han forlængede som 20-årig i vinteren 2011 sin kontrakt med AaB frem til 2015, hvor han på daværende tidspunkt havde spillet 17 officielle førsteholdskampe for AaB. Han var også med i de to kampe den 18. og 26. juli 2014 i UEFA Europa League-kvalifikationen mod FC Dila Gori, hvor AaB samlet tabte 3-0 til georgierne. I slutningen af december 2013 blev Nicolai Oppen Larsen udnævnt til Superligaens næstbedste målmand af målmandskollegaerne i Superligaen og i 1. division i 2013.
Det blev offentligt kendt den 2. maj 2014, at Nicolai Larsen forlængede sin kontrakt med AaB til 30. juni 2018. I denne sæson spillede AaB sig også til sit 4. danmarksmesterskab. Nicolai Larsen spillede alle 90 minutter i den afgørende kamp den 11. maj 2014 om mesterskabet 13-14. Kampen mellem FC Vestsjælland og AaB endte 0-0 på Slagelse Stadion, samtidig med at FC Midtjylland og FC København spillede 2-3, der samlet sendte mesterskabet i næstsidste runde til Aalborg.
Den 26. december 2014 blev det offentliggjort, at Nicolai Larsen havde vundet Det Gyldne Bur, der er en afstemning blandt Superligaen- og 1. divisions-målmændene af den bedste målmand i 2014. Det var planlagt, at prisen skulle være blevet overrakt til Nicolai Larsen inden kampstart mod Brøndby IF den 22. februar 2015 af Troels Bager Thøgersen, chefredaktør for Tipsbladet, men Larsen meldte fra i sidste øjeblik grundet sygdom, og derfor blev prisen overrakt til keeperen i forbindelse med kampen mod Randers FC den 8. marts 2015. Larsen fik 58 ud af 72 mulige stemmer af sine kollegaer, mens nummer to i kåringen, Karl-Johan Johnsson fra Randers FC, fik 34 stemmer. Han udtalte i forbindelse med kåringen, at "Det her er en af de store. Det er en personlig titel, og det gør det fedt, at det er mine konkurrenter og kolleger, der stemmer [...]" og "Det er sådan en titel, jeg vil se tilbage på og være stolt over [...]".

### FC Nordsjælland
Larsen skiftede den 31. august 2017 på sommertransfervinduets sidste dag til Superligakonkurrenterne fra FC Nordsjælland.
Larsen blev hentet ind til formål at supplere førstemålmanden Runar Alex Runarsson. Han fik sin officielle debut for FC Nordsjælland i DBU Pokalen 2017-18 i 3. runde mod Vejgaard Boldspilklub, hvor Larsen holdt målet rent, idet FC Nordsjælland vandt 0-4 på Soffy Road. Han fik derimod ikke sin debut i Superligaen for FC Nordsjælland i sin første sæson i klubben (2017-18), da Runarsson spillede alle 36 kampe.
Runarsson blev solgt til Dijon FCO i juni 2018, og i starten af juli 2018 købte FC Nordsjælland Nigel Bertrams i NAC Breda. Dermed skulle Larsen kæmpe med Bertrams og Peter Vindahl Jensen om spilletiden. Det blev dog i første omgang Larsen, der tog positionen som førstemålmand, der blandt andet debuterede i kvalifikationen til UEFA Europa League mod Cliftonville den 12. juli 2018 samt stod de efterfølgende fem kampe i turneringen, indtil holdet røg ud til Partizan over to kampe. I særdeleshed for kampen mod AIK Fotboll i 2. rundes første kamp fik han ros ved blandt andet have reddet et straffespark. Han fik sin debut i Superligaen for FC Nordsjælland den 15. juli 2018 i en kamp mod Esbjerg fB, som endte 1-1.

## Landsholdskarriere
Nicolai Larsen har spillet for alle danske ungdomslandshold gennem hans karriere. Landsholdet, som han har optrådt for fleste gange, er Danmarks U/19-fodboldlandshold. Første gang, hvor Nicolai Larsen deltog i ungdomslandsholdskamp var imod Portugals U/16-fodboldlandshold den 10. april 2007 i Castelo Branco, Portugal med Glen Riddersholm som træner. Hans debut for U/16-landsholdet endte 2-2. Han har spillet 37 kampe for diverse ungdomslandshold fra U/16 til U/21, men han har endnu ikke fået en kamp for det danske A-landshold.
Nicolai Larsen blev for første gang udtaget til det danske A-landshold den 26. august, hvor han sammen med holdkammeraten Rasmus Würtz var udtaget til at spille venskabskampen mod Tyrkiet 3. september 2014, spillet på TREFOR Park i Odense og mod Armenien i EM-kvalifikationen den 7. september 2014. Han var den eneste mulige debutant i truppen. I kampen mod Tyrkiet kom Nicolai Larsen ikke på banen, i en kamp som Danmark tabte 1-2 på mål af Ozan Tufan og Olcay Sahan. Han kom ej heller på banen i kvalifikationskampen mod Armenien, hvor Kasper Schmeichel vogtede målet i hele kampen.

## Personligt liv
Både hans far og hans farfar har stået på mål for det danske fodboldlandshold. Hans far og farfar hedder henholdsvis Carsten Larsen og Benno Larsen. Benno Larsen er født den 30. september 1949. Han startede sin professionelle karriere i B1903 i 1969, hvor han spillede indtil 1971. Benno Larsen fik 16 A-landskampe og spillede i sin aktive karriere i klubber som FC St. Pauli, GAIS og FC Augsburg. Benno Larsen deltog i den famøse udekamp i Göteborg, hvor Danmark vandt 1-2 i 1976, på et sted hvor Danmark ikke havde vundet siden 1937. Udover sine 16 A-landsholdskampe spillede han desuden 21 kampe for Danmarks U/21-fodboldlandshold. Benno Larsen blev træner for Helsingør IF's seniorer i 2012.
Carsten Larsen er født 5. september 1968. Carsten spillede tre kampe for Danmarks U/17-fodboldlandshold. Han fik sin debut for landsholdet den 29. juli 1986 i en kamp mod Island i Akureyri, Island i en internordisk turnering. Carsten Larsen er beskrevet som en reaktionstærk målmand med gode hænder, men stoppede i 1999 efter en række korsbåndoperationer på højt niveau. Carsten Larsen modtog i 1986 KB Fodbold Granen, som gives til en spiller, som "hvert år uddeles af KBs bestyrelse til klubbens bedste junior- (U17) eller ynglingefodboldspiller (U19).

## Hæder

### Klub
- AaB
  - Superligaen: 2013/14
  - DBU Pokalen: 2014

### Individuelt
- Tipsbladet Det Gyldne Bur (1): 2014